# فسیل

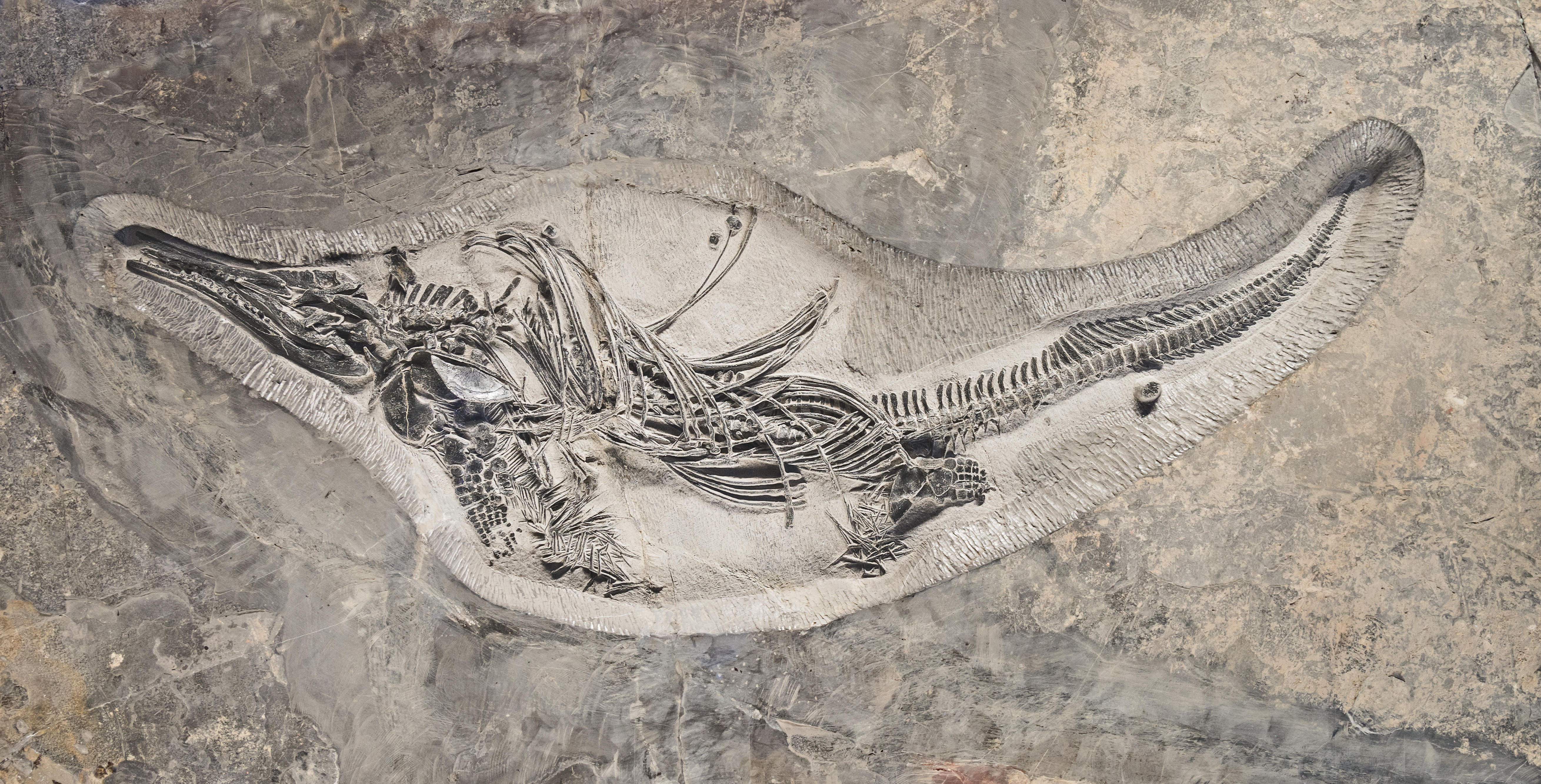
فسیل یا سنگوارهٔ ماهی‌خزنده باراکوداسائورویدس که در دورهٔ تریاس میانه زندگی می‌کرده‌است.

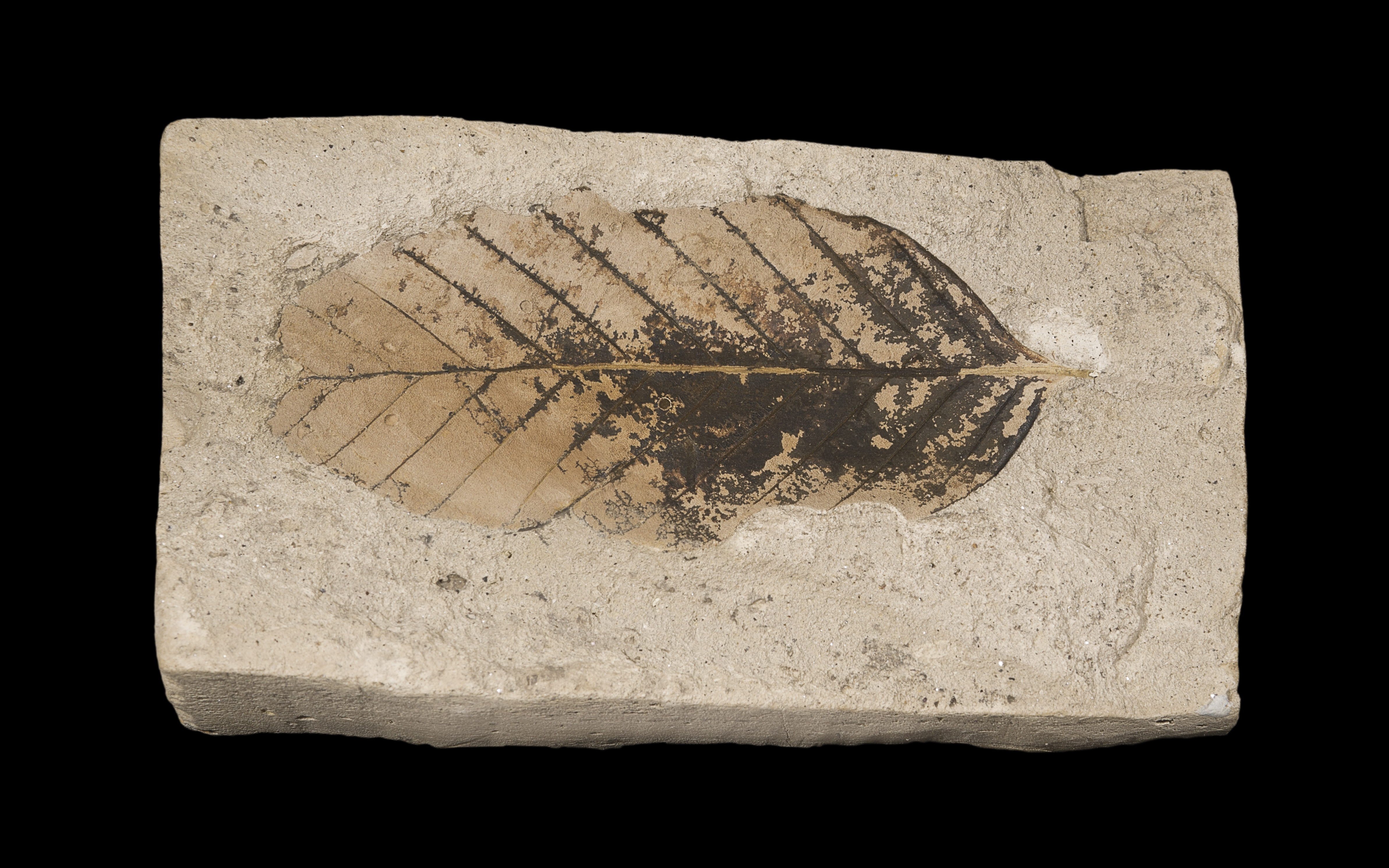
فسیل برگ درخت راش اروپایی مربوط به ۲٬۵۸۸٬۰۰۰ تا ۳٬۰۰۰٬۰۰۰ سال پیش در موزهٔ تولو

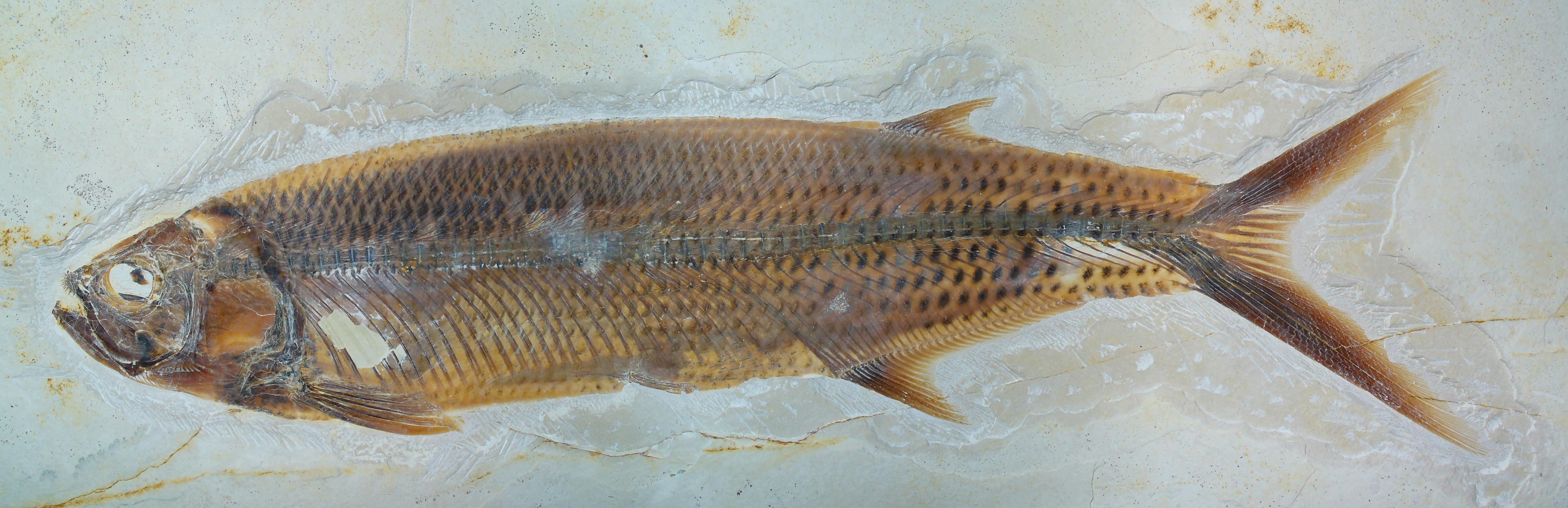
سنگوارهٔ یک ماهی

سَنگواره یا فُسیل (از زبان لاتین کلاسیک: Fossilis، یا زبان فرانسوی: Fossile، به معنای «به دست‌آمده از حفاری»)، به بازمانده‌های جانوران و گیاهان یا بازمانده‌ها و آثار دیگر مثلاً ردپا گفته می‌شود. مثال‌هایی از بقایای جانداران عبارت اند از استخوان، صدف، اسکلت خارجی، مو، روغن، زغال‌سنگ، دی‌ان‌ای یا حتی تصویر و ردی از جانداران یا باکتری‌ها که روی سنگ‌ها نقش بسته‌اند.
فرایند سنگواره‌شدن فرآیندی نادر است زیرا بقایای طبیعی معمولاً تجزیه شده و دوباره وارد چرخهٔ مواد می‌گردند. برای اینکه یک سازواره (جاندار)، سنگواره شود می‌بایست روی آن هرچه سریع‌تر با مواد رسوبی پوشیده شود. سنگواره‌ها و روند سنگوارگی انواع گوناگونی دارند.
سنگواره‌ها معمولاً از خود مواد بازمانده از سازواره تشکیل شده‌اند، ولی هستند سنگواره‌هایی که تنها شامل اثر و رد یک سازواره مثلاً ردپای یک دایناسور یا خزنده می‌شوند. به اینگونه سنگواره‌ها، سنگواره‌های ردّی می‌گویند.
دانش بررسی سنگواره‌ها دیرین‌شناسی نام دارد.
یکی از مناسب‌ترین مکان‌ها برای تشکیل سنگواره‌ها می‌توان به حاشیهٔ دلتاها و پیرامون کوه‌های آتشفشانی قدیمی که خاکستر از آن‌ها متصاعد می‌شود و دریاهای کم عمق و یخچال‌ها و باتلاق‌ها نام برد. بیشتر دانشمندان معتقدند که فسیل‌ها در دریاهای قدیمی قرار داشته‌اند و در بین مواد رسوبی قرار گرفته‌اند و در اثر فشار و گرمای زیاد، به شکل کنونی درآمده‌اند.
از آثار سنگواره‌ها برای اثبات نظریه‌های زمین‌ساخت ورقه‌ای و تکامل تدریجی استفاده شده‌است. در علم زمین‌شناسی مطالعهٔ دانشگاهی فسیل‌ها در دو مبحث گیاهی و جانوری است که هر کدام به دوبخش بزرگ‌سنگواره‌ها ماکروفسیل و ریزسنگواره‌ها میکروفسیل -و زیرشاخهٔ نانوفسیل‌ها - تقسیم شده و بر این اساس مطالعه می‌شوند.
فسیل یا سنگواره را می‌توان از مهم‌ترین منابع اطلاعات دربارهٔ گذشتهٔ موجودات دانست. دانشمندان معتقدند نباید تمام فسیل‌های یک منطقه را جمع‌آوری کرد.
جمع‌آوری کامل نمونه‌های تریلوبیت ایران یکی از ناخوشایندترین اتفاقات مطالعاتی این حوزه است. مراغه که به بهشت فسیلی ایران معروف است نمونه‌های فسیلی خشکی را در خود جای داده که در کمتر جایی از دنیا این نمونه‌های حیوانات خشکی باقی مانده‌است.

## زمان‌بندی

### زمان‌های تشخیص داده شده
دیرینه‌شناسی در صدد این است که چگونگی سیر تحول زندگی در طول زمان زمین‌شناسی نشان داده و توضیح دهد. مشکلی اساسی سخت بودن تاریخ‌گذاری فسیل‌ها است. بعضی لایه‌های زمین و بسترهایی که فسیل‌ها در آن وجود داشته و در آن‌ها حفظ شده معمولاً فاقد عناصر رادیواکتیو مورد نیاز برای تعیین سن رادیومتری هستند.

## گونه‌ها

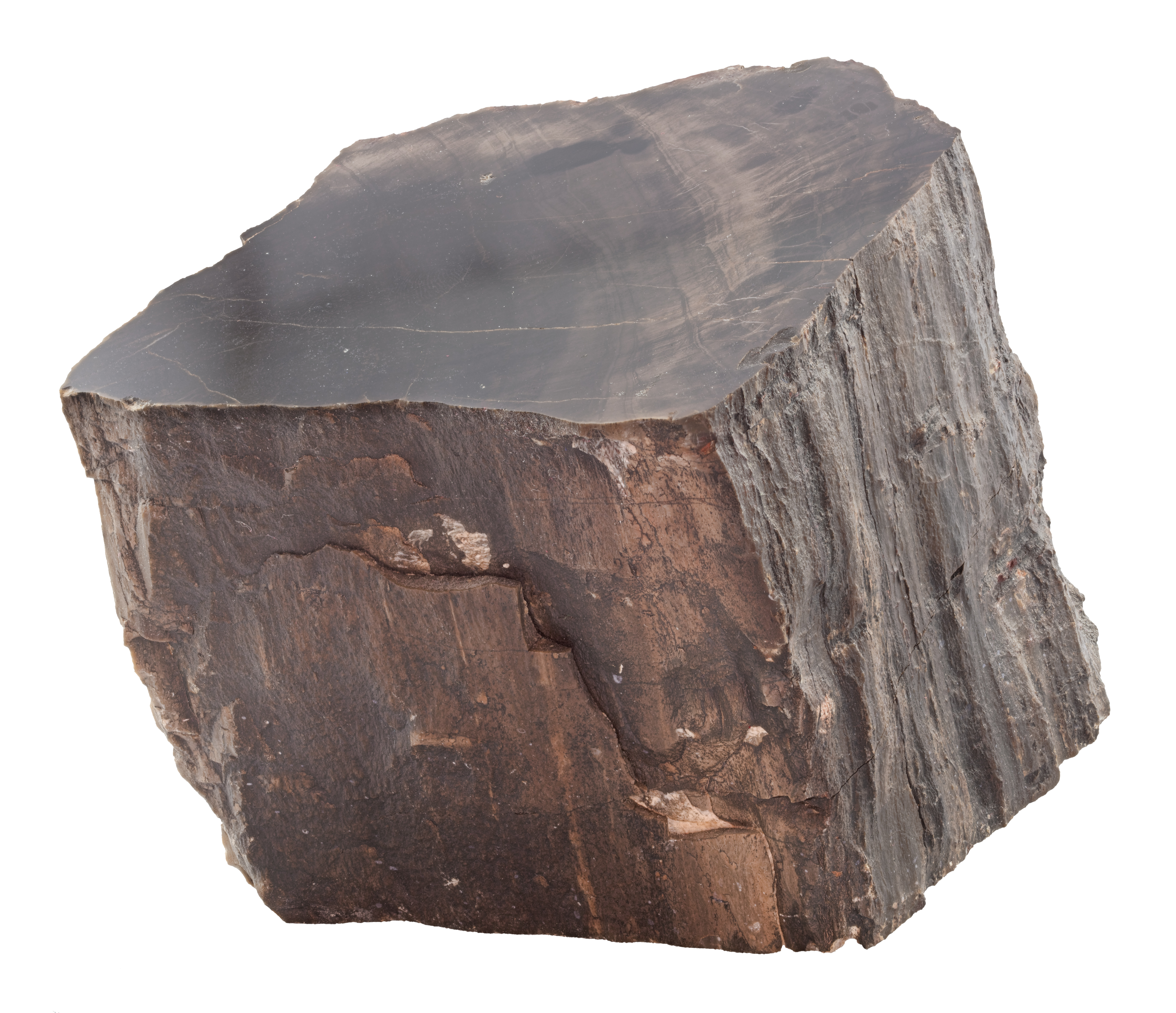
نگاره‌ای از یک تکه تنهٔ درختِ فسیل‌شده در پارک ملی جنگل سنگی واقع در ایالت آریزونای آمریکا.

### فهرست
فسیل‌های نشانگر فسیل‌هایی هستند که برای تعریف و شناسایی دوره‌های زمین‌شناسی استفاده می‌شوند. آن‌ها بر این فرض کار می‌کنند که، اگرچه رسوبات مختلف بسته به شرایطی که در آن قرار گرفته‌اند، ممکن است متفاوت به نظر برسند، اما ممکن است بقایای همان گونه از فسیل‌ها را شامل شود.

### تشخیص قدمت
زمانی که یک فسیل کشف می‌شود برای تشخیص عمر آن را می‌توان از راه‌های مختلفی تخمین زد
- بررسی عمر تقریبی سنگ‌های رسوبی
- روش ایزوتوپ‌های کربن ۱۴

به این صورت است که مقدار یک ایزوتوپ که معمولاً کربن ۱۲ است نسبت به ایزوتوپ دیگر که معمولاً کربن ۱۴ است، اندازه‌گیری می‌شود. از این سرعت و همچنین از مقدار کربن دوازدهی که در بدن هر موجود زنده وجود دارد، اطلاع داریم. وقتی موجودی می‌میرد، مقدار این کربن-۱۲ در زمان تبدیل به کربن۱۲ کاهش می‌یابد. ما با اندازه گرفتن مقدار کربن۱۲ و کربن۱۴ می‌توانیم سن هر چیزی را تعیین کنیم.

### اثر (رد پا)
فسیل‌هایی کمیاب بیشتر در مسیرها و سوراخ‌های زیرزمینی تشکیل شده‌اند، اما همچنین شامل کودسنگ (مدفوع فسیلی) و علائم باقی‌مانده از تغذیه هستند زیرا آن‌ها ضایع داده‌ای را نشان می‌دهند که محدود به حیوانات با قسمت‌های سخت فسیل نشده نبوده و آن‌ها رفتارهای حیوانات را منعکس می‌کند.

### انتقالی
فسیل انتقالی، هرگونه بقایای فسیل شده از یک شکل زندگی است که دارای صفاتی مشترک هم برای گروه اجدادی وهم برای گروه اولاد ثابت از آن وجود دارد. این امر به ویژه در جایی حائز اهمیت است که گروه فرزندان به واسطهٔ آناتومی ناخالص و نحوهٔ زندگی از گروه اجدادی به شدت متمایز می‌شوند.

### میکروفسیل‌ها
میکروفسیل‌ها در مورد گیاهان فسیل شده و جانورانی که اندازه آن‌ها کوچک‌تر از حدی است که بتوان آن‌ها را با چشم غیرمسلح مورد تجزیه و تحلیل قرار داد، به کار می‌رود.

### رزین
فسیل رزین (که در محاوره کهربا نامیده می‌شوند) یک پلیمر طبیعی است که در بسیاری از قسمت‌های جهان، حتی در قطب شمال، یافت می‌شود. قدیمی‌ترین تاریخچه‌های فسیلی مربوط به تریاسیک است، هرچند بیشتر آن‌ها مربوط به سنوزوئیک است.

### ساب فسیل
اصطلاح ساب فسیل را می‌توان برای اشاره به بقایایی مانند استخوان‌ها، لانه‌ها یا مدفوع استفاده کرد که روند فسیل‌سازی آن کامل نیست، یا به دلیل اینکه مدت زمانی که حیوان زندگی می‌کرده خیلی کوتاه بوده. (کمتر از ده هزار سال) یا به دلیل شرایطی که بقایای آن‌ها دفن شده بود برای فسیل‌سازی مطلوب نبوده.

### فسیل‌های شیمیایی
فسیل‌های شیمیایی، مواد شیمیایی موجود در سنگ‌ها و سوجت‌های فسیلی (نفت، زغال‌سنگ و گاز طبیعی) هستند که نشانگر زندگی باستانی می‌باشد. فسیل‌های مولکولی و ایزوتوپ نشان‌دهندهٔ مدفوع فسیل‌های شیمیایی هستند.

## تاریخ مطالعه
ابن سینا دربارهٔ فسیل‌ها در کتاب شفا می‌گوید: اگر آنچه در مورد تحجر جانوران و نباتات گفته می‌شود درست باشد، علت این (پدیده) فضیلت معدنی و سنگ ساز قوی است که در برخی از نقاط سنگی پدید می‌آید یا در هنگام زلزله و فرونشست زمین به‌طور ناگهانی از زمین خارج می‌شود و هر چه را که می‌آید سنگ می‌کند. در تماس با آن در واقع، تحجر بدن گیاهان و جانوران، خارق‌العاده‌تر از دگرگونی آب نیست.

## فسیل‌های شیمیایی
فسیل‌های شیمیایی، مواد شیمیایی موجود در سنگ‌ها و سوخت‌های فسیلی (نفت، زغال‌سنگ و گاز طبیعی) هستند که نشانگر زندگی باستانی می‌باشد. فسیل‌های مولکولی و ایزوتوپ نشان‌دهندهٔ مدفوع فسیل‌های شیمیایی هستند.

## تاریخچهٔ مطالعهٔ فسیل‌ها
جمع‌آوری فسیل‌ها حداقل به آغاز تاریخ ثبت شده مربوط می‌شود. خود فسیل‌ها به عنوان پیشینهٔ فسیل‌ها نامیده می‌شوند. پیشینهٔ فسیلی یکی از منابع اولیهٔ داده‌های اساسی برای بررسی تکامل بوده و همچنان به تاریخ زندگی در کرهٔ زمین مربوط می‌باشد.

## تجارت و جمع‌آوری
تجارت فسیلی عمل خرید و فروش فسیل می‌باشد. این کار بارها و بارها به صورت غیرقانونی و مصنوعی مورد سرقت قرار گرفته و این کار از پایگاه‌های تحقیقاتی انجام می‌شود که سالانه نمونه‌های مهم علمی زیادی صرف این کار می‌شود. این مشکل در چین کاملاً آشکار است، جایی که بسیاری از نمونه‌ها در آنجا به سرقت رفته‌اند.

## فسیل‌ها به عنوان دارو
فسیل‌ها به عنوان داروهای درمان و پیشگیری نیز مورد استفاده قرار می‌گیرند. هرچند نشان داده شده‌است که خوردن برخی از فسیل‌ها، معدهٔ اسیدی و نقصان مواد معدنی بدن را درمان می‌کند.